# Йонас Маледе
Йонас Маледе (івр. יונס מלדה; нар. 14 листопада 1999, Кір'ят-Бялік) — ізраїльський футболіст, нападник бельгійського «Мехелена» і національної збірної Ізраїлю.

## Клубна кар'єра
Народився 14 листопада 1999 року в місті Кір'ят-Бялік. Вихованець футбольної школи клубу «Маккабі» (Нетанья). Дорослу футбольну кар'єру розпочав 2018 року в основній команді того ж клубу, в якій провів три з половиною сезони, взявши участь у 73 матчах чемпіонату. З 2019 року був основним гравцем атакувальної ланки команди.
У січні 2021 року став гравцем бельгійського «Гента».
15 червня 2022 року підписав трирічний контракт з «Мехеленом».

## Виступи за збірні
2017 року дебютував у складі юнацької збірної Ізраїлю (U-19), загалом на юнацькому рівні взяв участь у 1 іграх.
Протягом 2018—2020 років залучався до складу молодіжної збірної Ізраїлю. На молодіжному рівні зіграв у 7 офіційних матчах, забив 1 гол.
Влітку 2021 року дебютував в офіційних матчах у складі національної збірної Ізраїлю.

## Титули і досягнення
- Володар Кубка Бельгії (1):

«Гент»: 2021–22
- Чемпіон Ізраїлю (2):

«Маккабі» (Тель-Авів): 2023–24, 2024–25
- Володар Кубка Тото (1):

«Маккабі» (Тель-Авів): 2024–25
- Володар Суперкубка Ізраїлю (1):

«Маккабі» (Тель-Авів): 2024
| Дата     | Місто     | Господарі  | Результат | Гості   | Турнір           | Голи | Примітки |
| -------- | --------- | ---------- | --------- | ------- | ---------------- | ---- | -------- |
| 5-6-2021 | Подгориця | Чорногорія | 1 – 3     | Ізраїль | товариський матч | -    | 61'      |
| 9-6-2021 | Лісабон   | Португалія | 4 – 0     | Ізраїль | товариський матч | -    | 88'      |
| Усього   |           | Матчів     | 2         |         | Голів            | 0    |          |